# Тульчин
Тульчи́н (укр. Тульчи́н) — город в Винницкой области Украины. Административный центр Тульчинского района.

## Географическое положение
Город находится на юге восточного Подолья, в долине между невысокими холмами, в междуречье речки Тульчинки и реки Сельницы (правый приток Южного Буга)

Город Тульчин расположен в южной части Подольского плато. Геологическое строение города определяется его размещением в пределах Украинского кристаллического щита, фундамент которого составляют кристаллические породы. Близость к материнскому щиту обуславливает наличие и добычу таких полезных ископаемых, как гранит, глина, кварцит, гнейсы. Все эти полезные ископаемые являются строительными материалами и используются в строительстве сооружений, дорог, прокладке инженерных коммуникаций. Рельеф города — это волнистая равнина изрезанная долинами, балками и оврагами. Высшая точка города над уровнем моря — 273 м, низшая — 196 м.
На территории протекают реки: Сельница, Тульчинка. Источники образуют 3 пруда.

### Климат
В физико-географическом отношении относится к лесостепной зоне. Климат города умеренно континентальный, зима короткая, мягкая, с частыми оттепелями, лето длительное, достаточно теплое. Средняя температура января составляет −4,0˚C, июля +20,0˚C. Среднегодовое количество осадков — 472 мм, менее всего — в марте и октябре, больше всего — в июле. Из неблагоприятных климатических явлений на территории города наблюдаются метели, гололед, туманы в холодный период года, грозы, град. Длительность светового дня колеблется от 8 до 16,5 часов.

## История
Первое упоминание в письменных источниках о Тульчине относится к 1607 году.
В документе Львовского магистрата от 3 июля 1648 года, когда возникло королевское укрепление Речи Посполитой, упоминается под названием Нестервар (венг.  — Днестровская крепость). Этимология названия Тульчин вызывает споры. Наиболее вероятным является смешанное венгерско-турецкое происхождение: когда в 1672 году город попал под власть Османской империи, его стали называть Нестервар-Турчин, «турецкий Нестервар». От этого двойного названия в итоге осталось просто Турчин, которое впоследствии перешло в современное — Тульчин.
В первой половине XVII века город становится крупным торговым центром благодаря польскому магнату Адаму Калиновскому и европейским купцам.

Остатки тульчинской крепости (совр. вид со стороны вокзала на обувную фабрику), 1925 год

В Тульчине был устроен укреплённый замок, приобретший печальную известность во время войн Богдана Хмельницкого. При начале восстания, поднятого Хмельницким, здесь укрылись окрестные поляки, в том числе владелец соседнего Немирова Януш Четвертинский, а также около двух тысяч евреев. Хмельницкий, узнав, что в Тульчине укрылись остатки разбитых им войск, послал туда Уманского полковника Ганжу с отрядом войск. Ганжа осадил город; шляхта и евреи стойко оборонялись, несколько раз отбивали нападение казаков, но наконец должны были сдаться, заплатив большой выкуп. Но к этому времени к Тульчину прибыл Остап Павлюк, который ворвался в замок и истребил всех, кто в нём укрылся, а замок разрушил.
По Зборовскому договору 1649 года Тульчин остался за гетманом Хмельницким и стал сотенным местечком Брацлавского полка, но в 1654 году его взяли штурмом поляки, перебившие оборонявшихся.
В 1667—1672 годах поселение под властью Речи Посполитой, в 1672—1699 годах — находится под властью Османской империи.

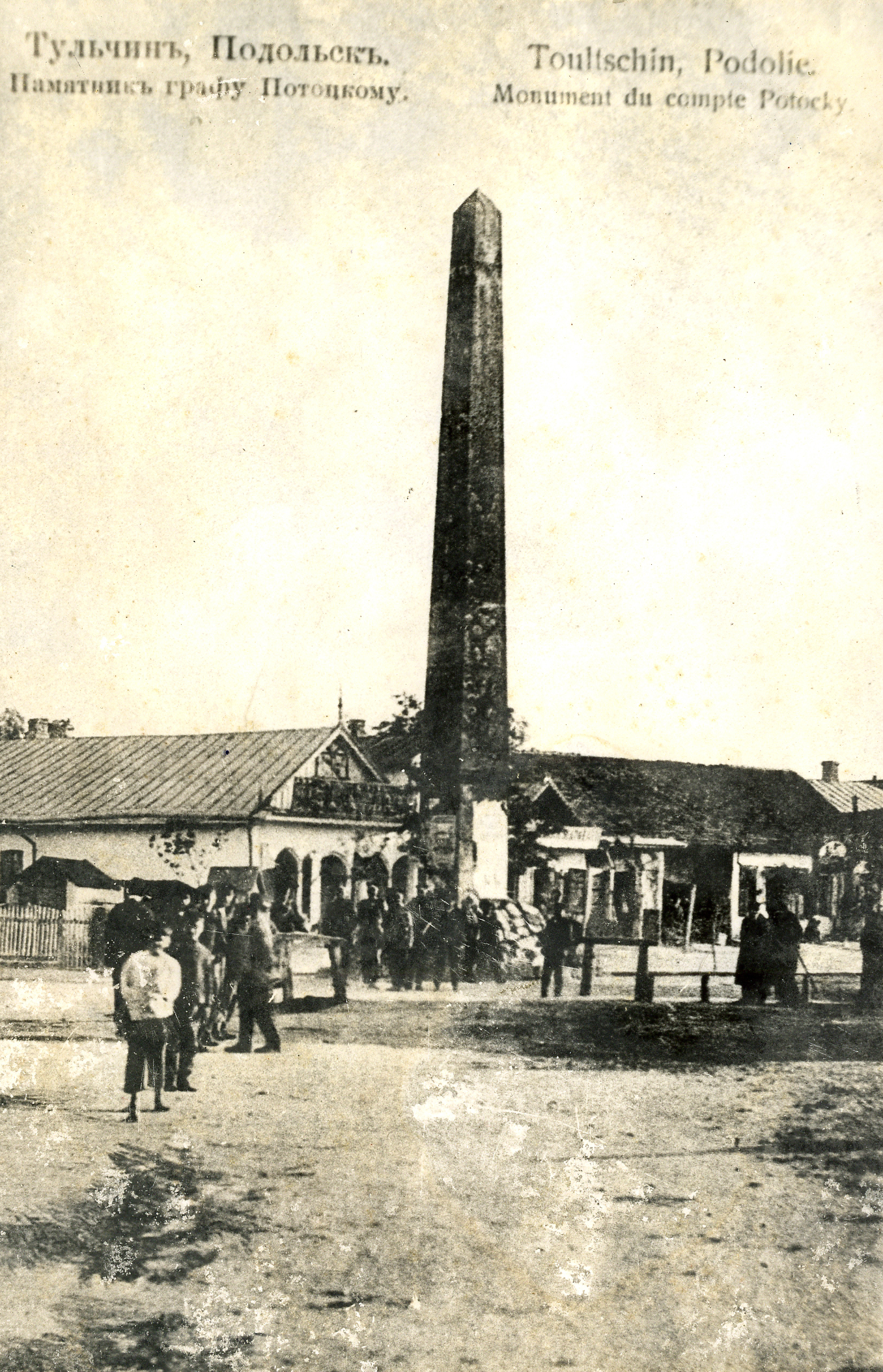
Памятник графу Потоцкому, 1908

С прекращением рода Калиновских замок перешёл к Потоцким. С этого момента Тульчин расцветает и становится широко известным центром промышленности и ремесел, высокой европейской культуры, благодаря государственному и политическому деятелю, графу Станиславу Щенсному Потоцкому — крупнейшему землевладельцу Украины. Именно он в 1775 году делает Тульчин своей родовой резиденцией, сооружая в 1782 году дворцово-парковый ансамбль «Хороше». Величавое произведение искусства и архитектуры проектировали французский художник, строитель и механик Лакруа, дизайнер голландец Меркс, автор парка англичанин Миллер.
Город быстро строится, в нём процветают торговля, ремёсла и гончарство, он становится известным в Европе: здесь появляются новые образцы декоративных и фруктовых деревьев, выводятся сорта сельскохозяйственных культур, растений и цветов, породы домашнего скота и птицы, изготовляются изысканные сорта и марки напитков. Совершенствуется система аграрной экономики, улучшается материальное положение крестьянства и ремесленников.
В 1787 году, по случаю пребывания польского короля, городу предоставляется магдебургское право, также в память об этом визите, владелец города поставил посреди рынка гранитный обелиск и освободил на расстоянии одной мили от Тульчина всех крепостных крестьян.
В 1792 году город был резиденцией Тарговицкой конфедерации.
После второго раздела Речи Посполитой в 1793 году Тульчин вошёл в состав Российской империи, в 1795 он стал уездным городом Брацлавского наместничества и получил герб (в виде рыцарского щита с изображением на голубом поле старой Брацлавской крепости, а на зелёном поле, внизу, — трёх золотых снопов ржи).

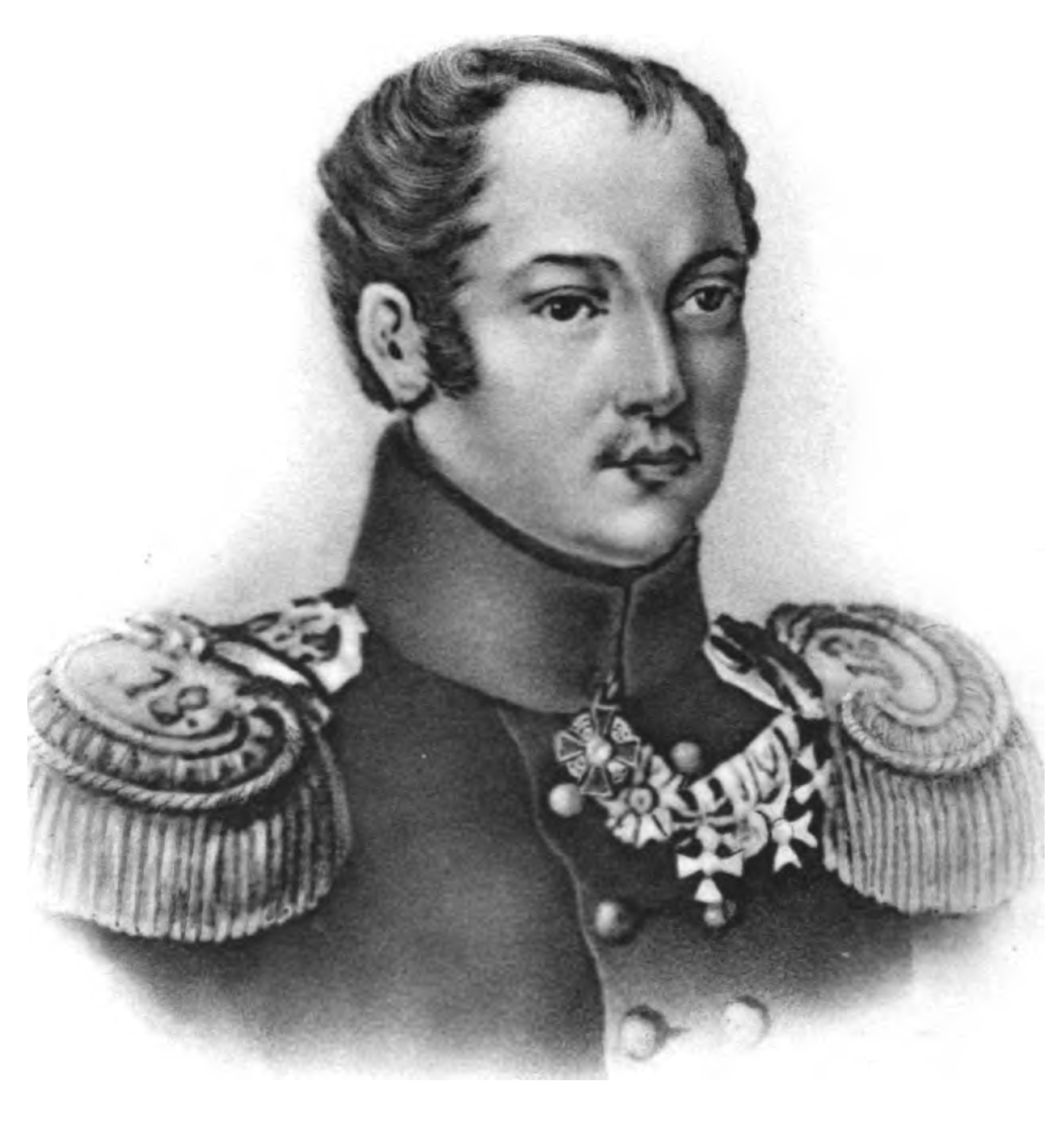
П. И. Пестель

В 1796 году Тульчин был включён в Брацлавский уезд Подольской губернии, в 1804 году стал заштатным местечком.
С марта 1796 по март 1797 года в Тульчине находился русский полководец А. В. Суворов. Именно здесь он написал свой труд «Наука побеждать».

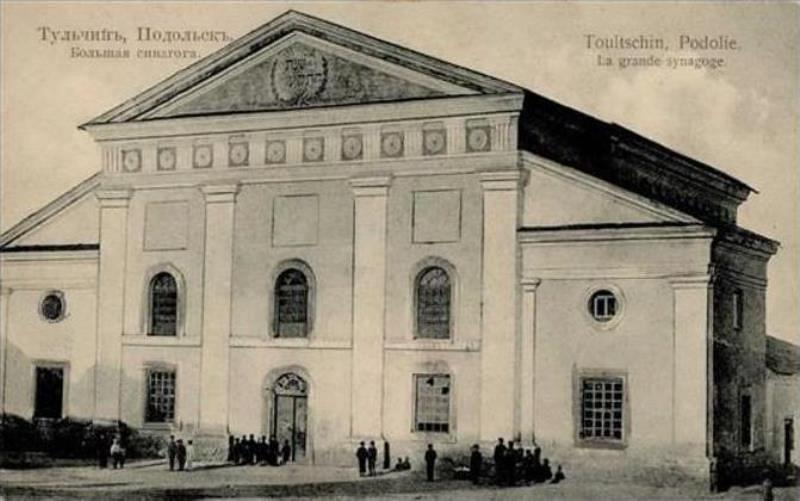
Большая синагога, 1910

В 1806 году в Тульчине стоял 2-й корпус Мейендорфа, адъютантом у которого был писатель И. П. Котляревский, находившийся здесь с февраля по декабрь 1806 года. В 1818 году в Тульчине разместился штаб 2-й армии, офицеры которого были участниками Отечественной войны против Наполеона. В том же году группа прогрессивно настроенных офицеров штаба объединилась в Тульчинскую управу тайной организации «Союз благоденствия», которая 1823 году стала руководящим центром Южного общества декабристов. Организатором и душой управы был полковник П. И. Пестель, адъютант главнокомандующего второй армией. Молодые офицеры собирались на квартире Пестеля. Здесь можно было встретить А. П. Юшневского, В. Л. Давыдова, Ф. Б. Вольфа, И. И. Иванова, А. П. Барятинского, С. Г. Волконского, Н. И. Лорера и других активных участников будущего декабристского выступления.
На время пребывания П. И. Пестеля в Тульчине приходятся его встречи с А. С. Пушкиным, который хотел ещё к своей ссылке на юг России хотел побывать в Тульчине, где находился штаб 2-и армии и где среди круга молодых офицеров он имел немало знакомых. В первый раз ему удалось приехать в Тульчин лишь в феврале 1821 года, потом он побывал здесь ещё дважды — в августе и ноябре 1822 года. Остановившись у Пестеля, он также общался с Юшневским, Басаргиным, Раевским и другими участниками Южного общества. Эти встречи и разговоры о будущем России вдохновили Пушкина на создание стихов, где Тульчин упоминается в связи с декабристами.

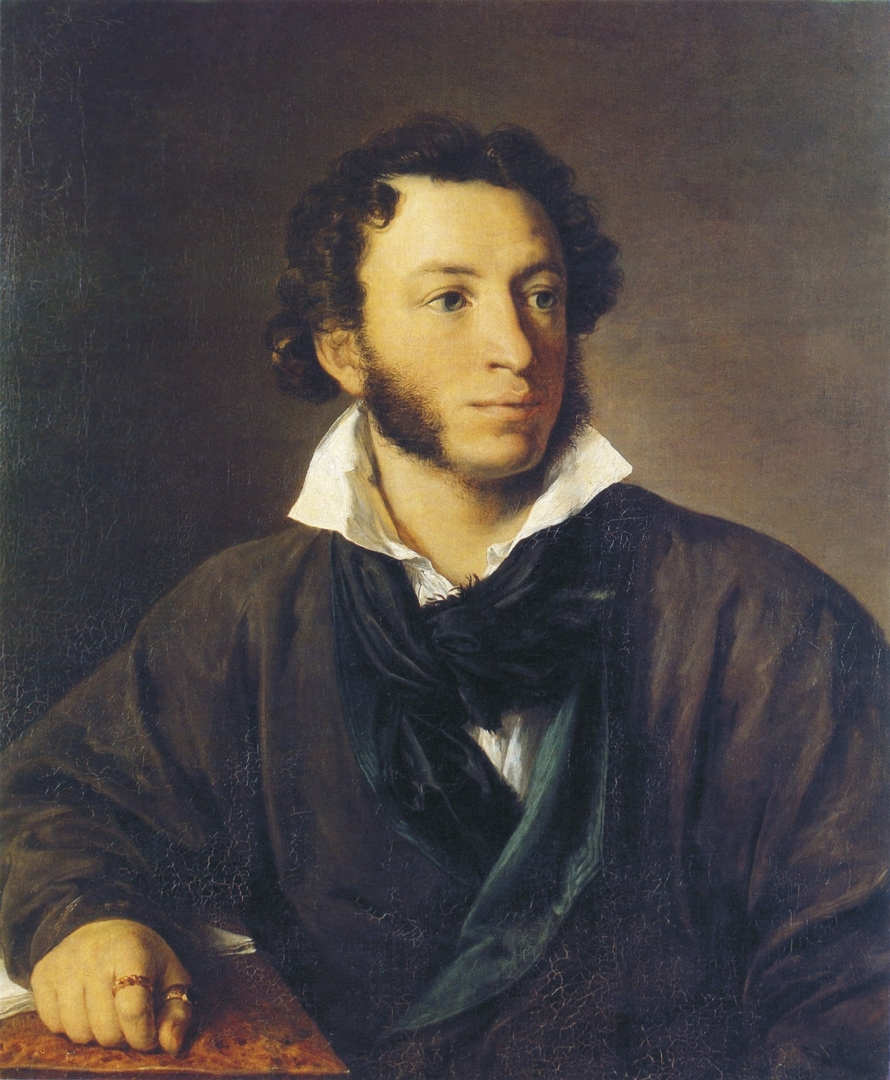
А. С. Пушкин

В июле 1827 года Тульчин посетил «польский Лермонтов», поэт Юлиуш Словацкий, направляющийся со своим другом Зеноном Михальским в Одессу. «На третий день вечером мы приехали в красивый Тульчин… „Хороше“ и сады очаровали меня» — написал он в дорожных заметках.
В 1830 году в городе побывал А. Н. Вульф. «Труппа польских актёров, играющих здесь на домовом театре графа Потоцкого, изрядная… Самая же зала театра очень хороша» — писал он.

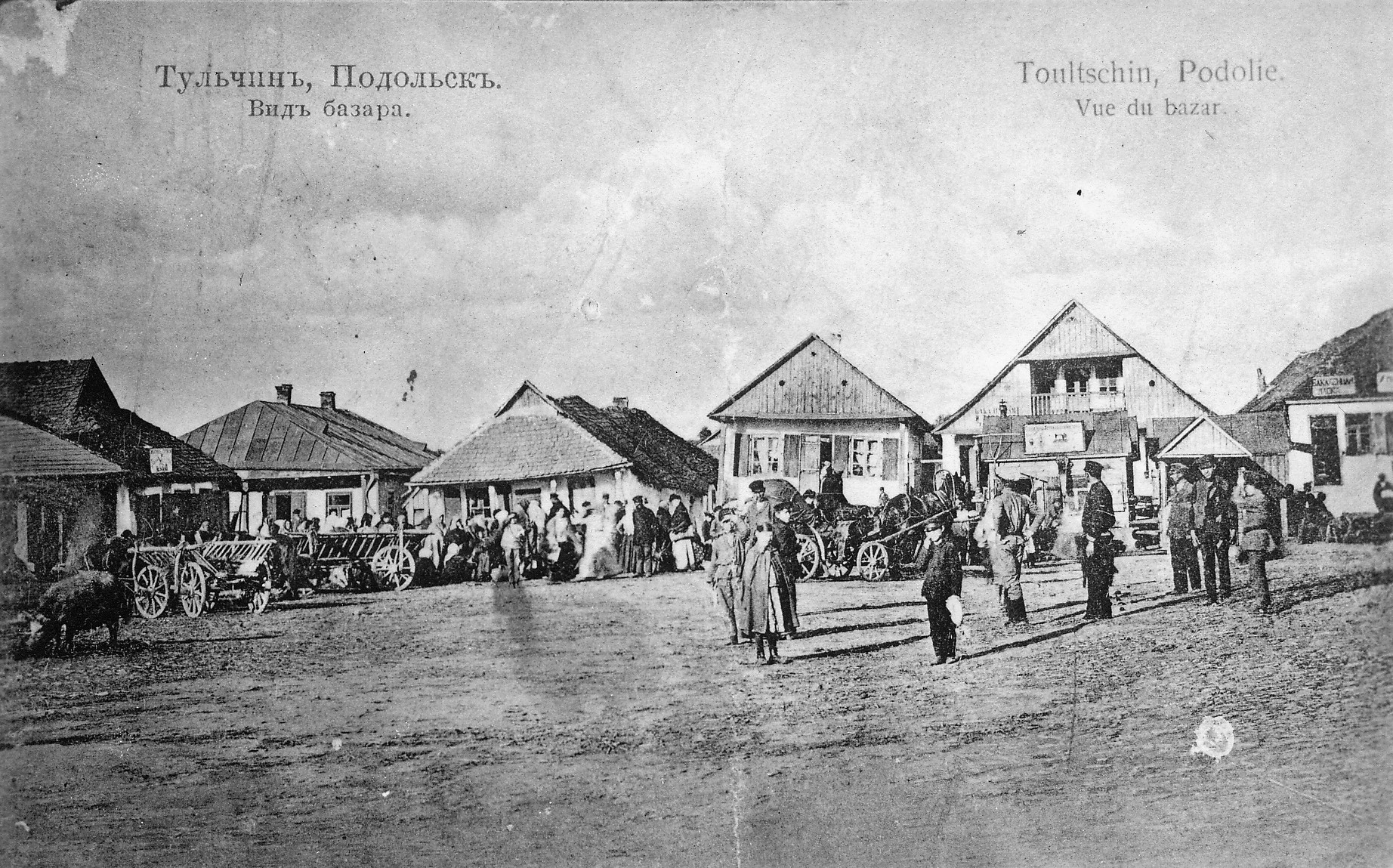
Тульчинский базар. Открытка 1908 года

Сын Станислава Потоцкого Мечислав продал усадьбу «Хороше» Григорию Строганову, женатому на его племяннице Марие Болеславовне, затем короткое время имение принадлежало великому князю Петру Ольденбургскому, а от него перешло сначала к Удельному ведомству, а после занято Военным ведомством. Постепенно имение пришло в упадок. Дворец занимали солдаты, до революции — 76-й пехотный Кубанский полк, в советское время, после Второй мировой войны — 47-я минометная бригада ордена Кутузова II ст.
В середине XIX века Тульчин был городком с 1164 хозяйствами. Здесь было два постоялых двора, шинок, кондитерская и аптекарская лавки, множество магазинчиков местных ремесленников-евреев. Также был военный госпиталь при 2-й армии и юнкерское училище, открытое в связи с пребыванием в городке большого штаба. В 1848 году граф Потоцкий построил сахарный завод. В 1862 году здесь открылось духовное училище и через семь лет в городе начал работать кожевенный завод, а в 1886 году — паровая мельница. Были ещё льночесалка, завод искусственных минеральных вод, крупорушка, макаронная фабрика, вальцевая мельница, медоваренный завод, каретная и табачная фабрики, два кирпичных, три свечных завода и ряд других мелких предприятий. В городе к тому времени было уже 5 церквей, 2 синагоги, костёл, свыше десяти молитвенных домов, 23 шинка, 13 винных лавок и большой винный склад. На каждые 660 жителей приходилась корчма.

В августе 1904 года в городе вспыхнула забастовка столяров, в марте 1905 года в Тульчин прибыли агитаторы из Одессы, после чего состоялся общегородской митинг под красными флагами.
Бурные события происходили в Тульчине в течение 1917—1920 годов: город побывал во власти и большевиков, и Директории, деникинских и австро-немецких войск; в окрестностях активно действовали отряды грабителей. Советская власть окончательно установилась 19 июня 1920 года. 1 мая 1923 года на Центральной площади города парад гарнизона принимал большевистский командир Г. И. Котовский.
С Тульчиным связана значительная часть жизни украинского композитора Н. Д. Леонтовича. С 1908 до 1917 года он преподавал пение, в 1920 году он организовал в Тульчине народный хор.
В 1923 году город стал центром Тульчинского округа. Тогда же открылся краеведческий музей (бывшее здание офицерского собрания). В 1920-е годы в Тульчине действовало десять предприятий — хлебопекарня, две мельницы, маслобойня, типография, электростанция и другие, учреждается обувная и швейная фабрики. Тогда же вновь развернулось строительство, строились школы, больница, кинотеатр. 9 февраля 1932 постановлением ВУЦИК на 4 внеочередной сессии XII созыва на Украине было образовано 5 областей, среди которых и Винницкая область, в неё вошел Тульчинский район с центром — городом Тульчином.

Памятник воинам освободителям

 В годы Великой Отечественной войны была объявлена мобилизация, но большинство так и не сумело попасть на фронт, погрузка происходила на ж/д вокзале в Журавлёвке, которая подвергалась активными прицельным бомбардировкам. Румынские войска захватили Тульчинский район 23 июля 1941 года. Его территория была подчинена румынской администрации в составе Транснистрии. Во время оккупации за сопротивление врагам десятки жителей города подверглись жестоким пыткам и истязаниям, а затем были расстреляны в Тираспольской тюрьме. Особенно жестоко захватчики расправлялись с мирным еврейским населением. С первых дней оккупации в Тульчине были расстреляны советские активисты с семьями. 7 декабря 1941 г. более 4 тысяч тульчинских евреев согнали в лагерь смерти в с. Печору. Туда же помещены евреи Тульчинского, Шпиковского и других районов. В могилах возле Печорского леса захоронено около 8 тысяч жертв румынского террора. 15 марта 1944 Тульчин был освобожден от оккупантов войсками 27 армии III воздушно-десантной дивизии под командованием генерал-майора И. М. Конева.
Около тысячи уроженцев города не вернулись с фронта. В сквере Славы города открыт монумент погибшим героям.
В 1956 году в городе действовали обувная фабрика, швейная фабрика, макаронная фабрика, сыродельный завод и плодоконсервный завод, педагогическое училище, техникум подготовки культпросветработников, три средние школы, начальная школа, школа рабочей молодёжи, музыкальная школа, сельхозшкола, Дом культуры, Дом пионеров, три библиотеки, кинотеатр и краеведческий музей.
В январе 1989 года численность населения составляла 16 043 человека, основой экономики в это время являлись пищевая, лёгкая и мебельная промышленность.

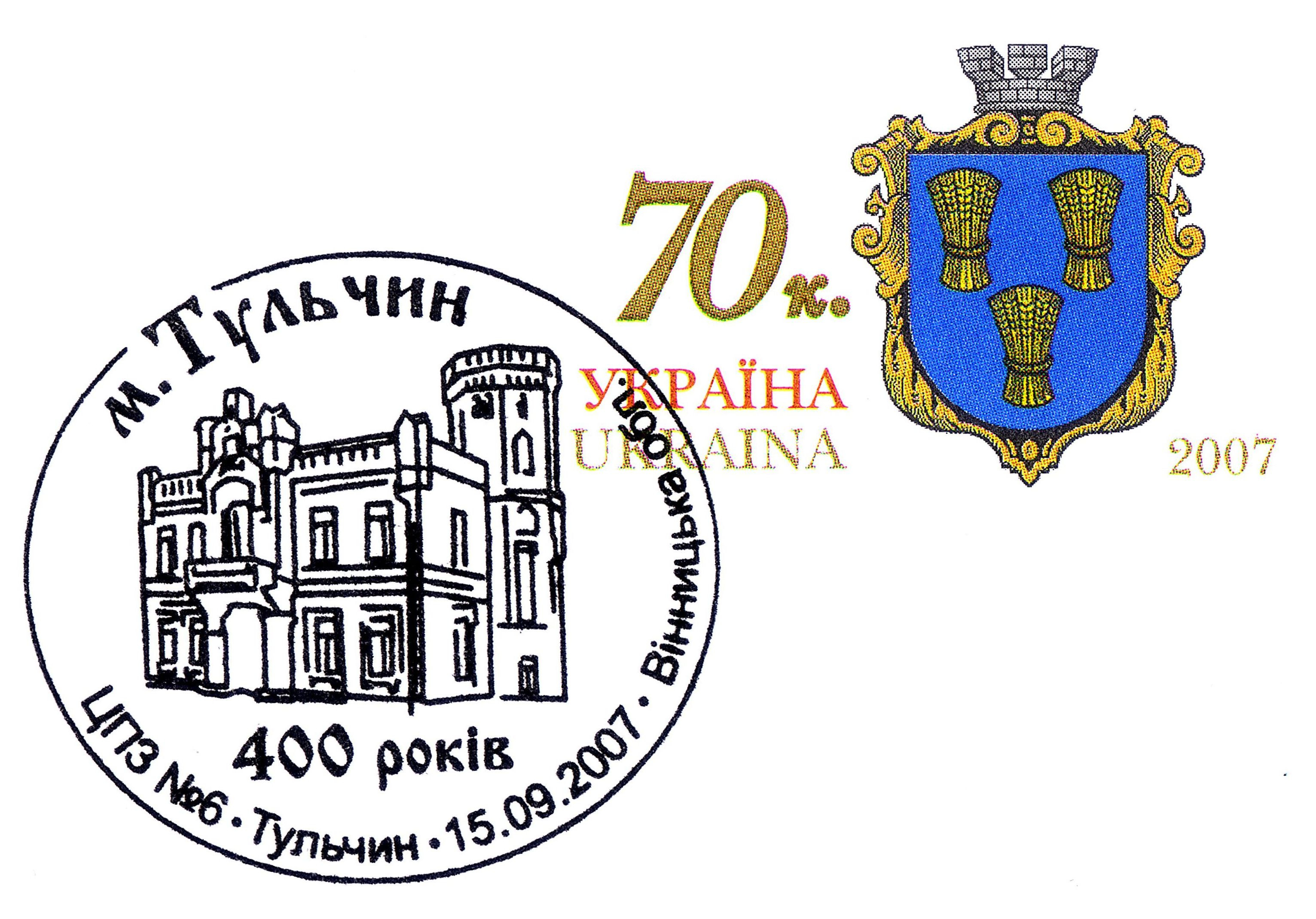
Почтовая марка Украины в честь 400 летия Тульчина, 2007 год

С 1994 года Тульчин — центр Тульчинской епархии Украинской православной церкви Московского патриархата.
В мае 1995 года Кабинет министров Украины утвердил решение о приватизации находившихся в городе швейной фабрики, АТП-10507, обувной фабрики, завода по производству мясо-костной муки, консервного завода, райсельхозтехники и райсельхозхимии, в июле 1995 года было утверждено решение о приватизации маслосырзавода и хлебокомбината.
С 2017 года в Тульчине на территории дворца Потоцкого проходит фестиваль «Опера-фест», который длится три дня.

## Население
На 1 января 2023 года численность населения составляла 13 896 человек.

### Языковой состав
Во время переписи 2001 года 94,01 % населения города указали украинский язык родным, 5,43 % — русский, 0,56 % — другие языки.

## Экономика
Промышленность города представлена следующими отраслями: пищевая (ОАО «Тульчинский маслосырзавод» (торговая марка «Тульчинка»), ООО «Тульчинмясо», ОАО «Тульчинский хлебокомбинат», ООО «Диана» (завод продтоваров), ООО «Тульчинский консервный завод»; Также в городе работают несколько строительных предприятий и организаций, ООО «Тульчинский Агромаш», «Тульчинское лесоохотничье хозяйство» и др.

### Транспорт
Город находится в 13 км на северо-восток от ж.-д. ст. Журавлёвка (с. Маяки).
В городе работают два автотранспортных предприятия (1 — грузовые, 2 — пассажирские перевозки). Действует автовокзал и имеется автобусное сообщение с основными городами области и Украины. Городской общественный транспорт включает в себя маршрутное такси и три службы легкового такси.

## Здравоохранение
Районная больница, районная поликлиника, стоматологическая поликлиника, аптеки.

## Образование и культура

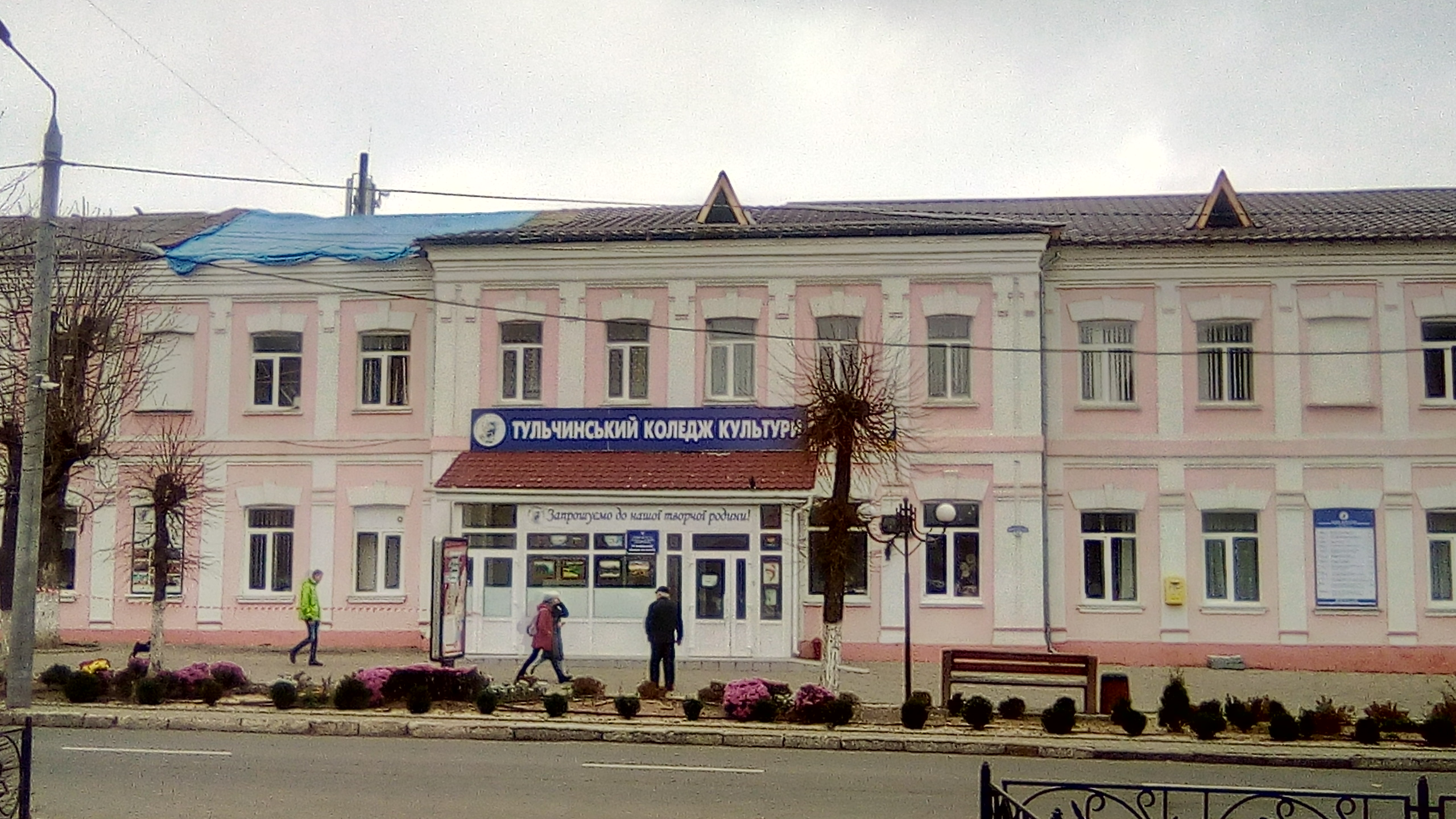
Тульчинский колледж культуры

4 общеобразовательные школы, 5 дошкольных детских учреждений, детская музыкальная школа, 2 спортивные школы, 3 учебных заведения (техникумы ветеринарной медицины, училище культуры, высшее профессионально-техническое училище № 41). Кинотеатр, дом культуры, 8 библиотек.

## СМИ
- Районная газета «Тульчинский край», основанная в 1925 году.
- Районное радио, частота вещания — 105.5 МГц.

## Культурное наследие

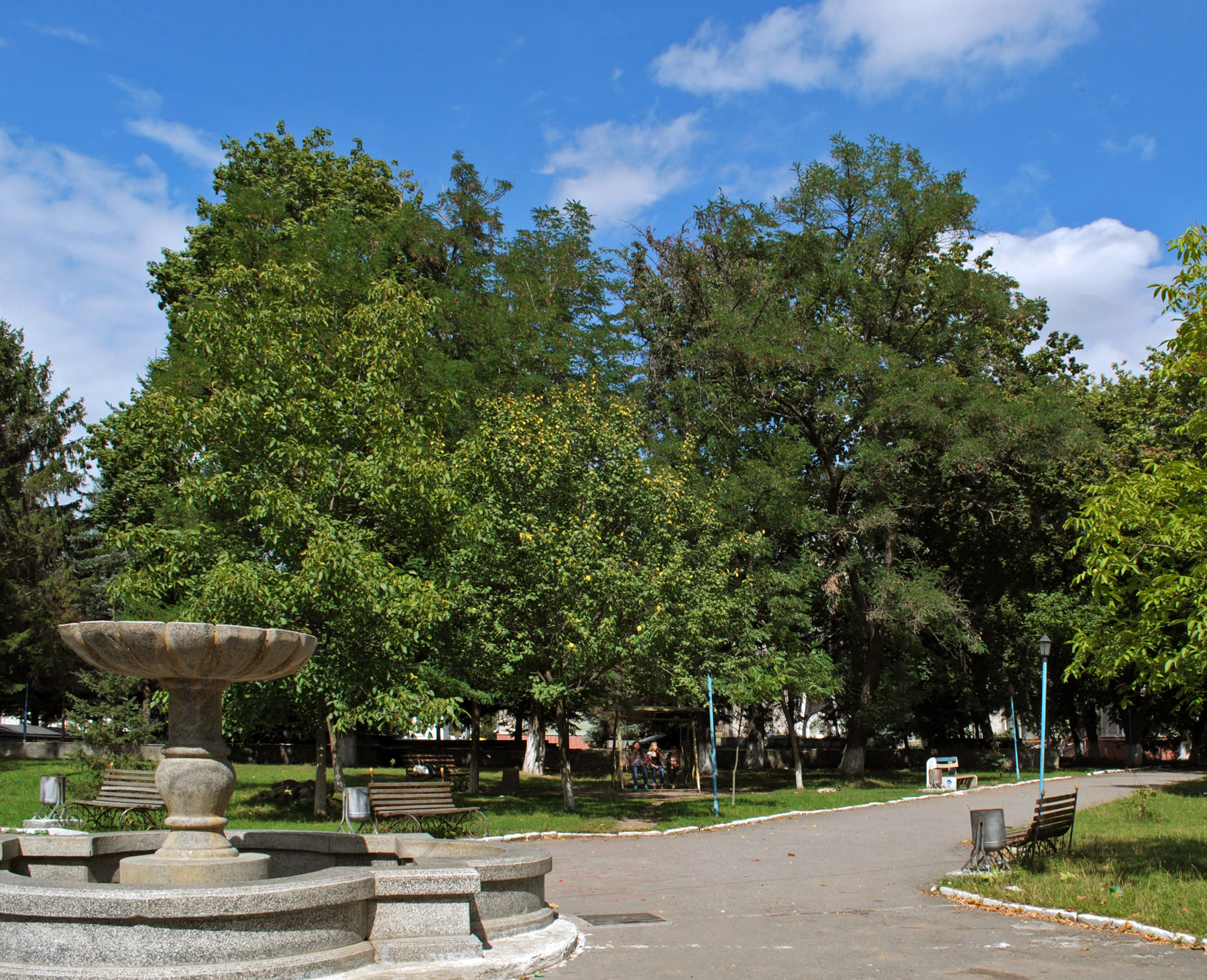
Городской парк

### Музеи
- Краеведческий музей (ул. Гагарина, 1).
- Музей-усадьба Н. Д. Леонтовича (ул. Леонтовича, 2).
- Музей декабристов (находится на реконструкции с начала 1990-х годов).

### Памятники
- Памятники А. В. Суворову, Н. Д. Леонтовичу, Т. Г. Шевченко, А. С. Пушкину, П. И. Пестелю.

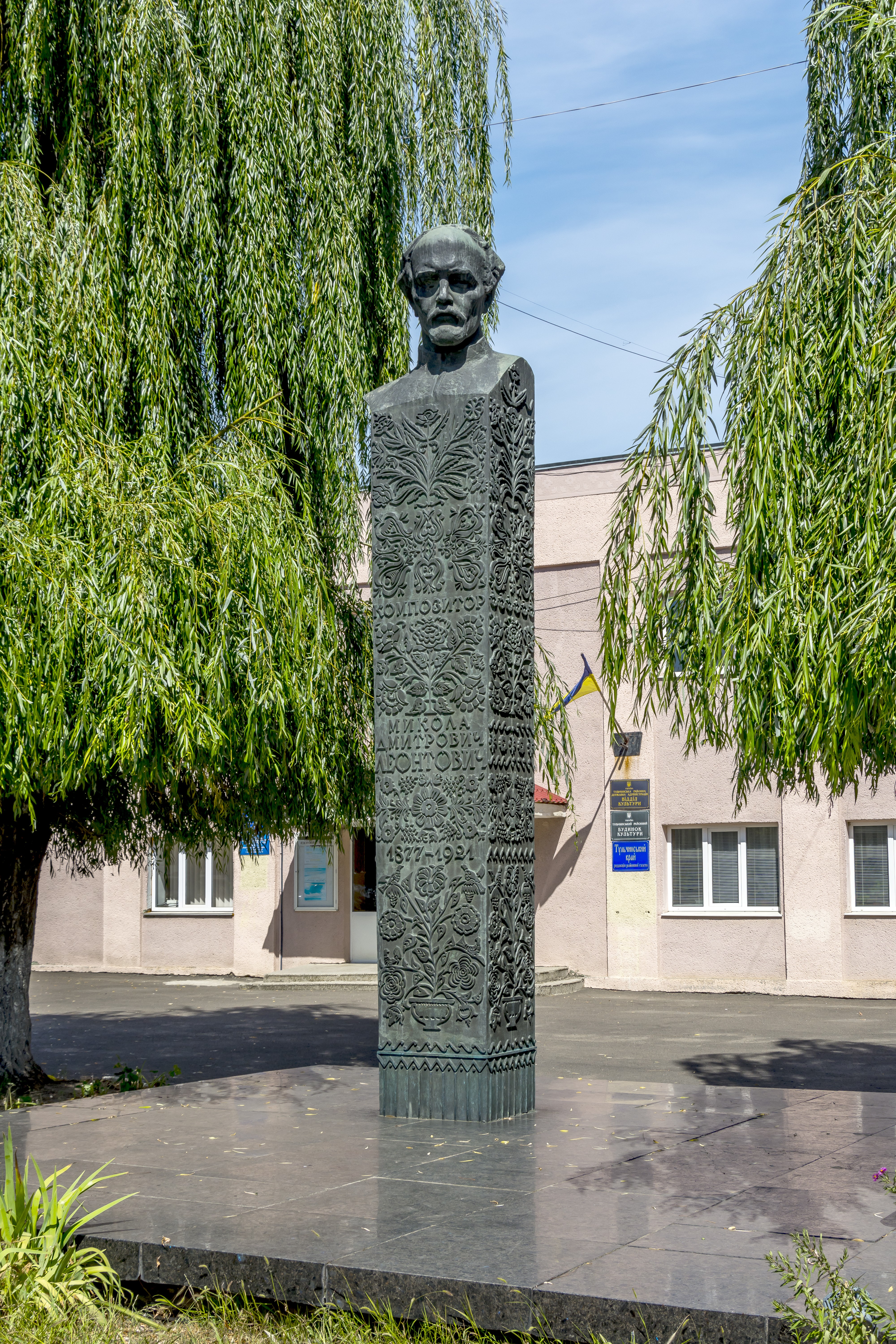
Памятник Н. Д. Леонтовичу
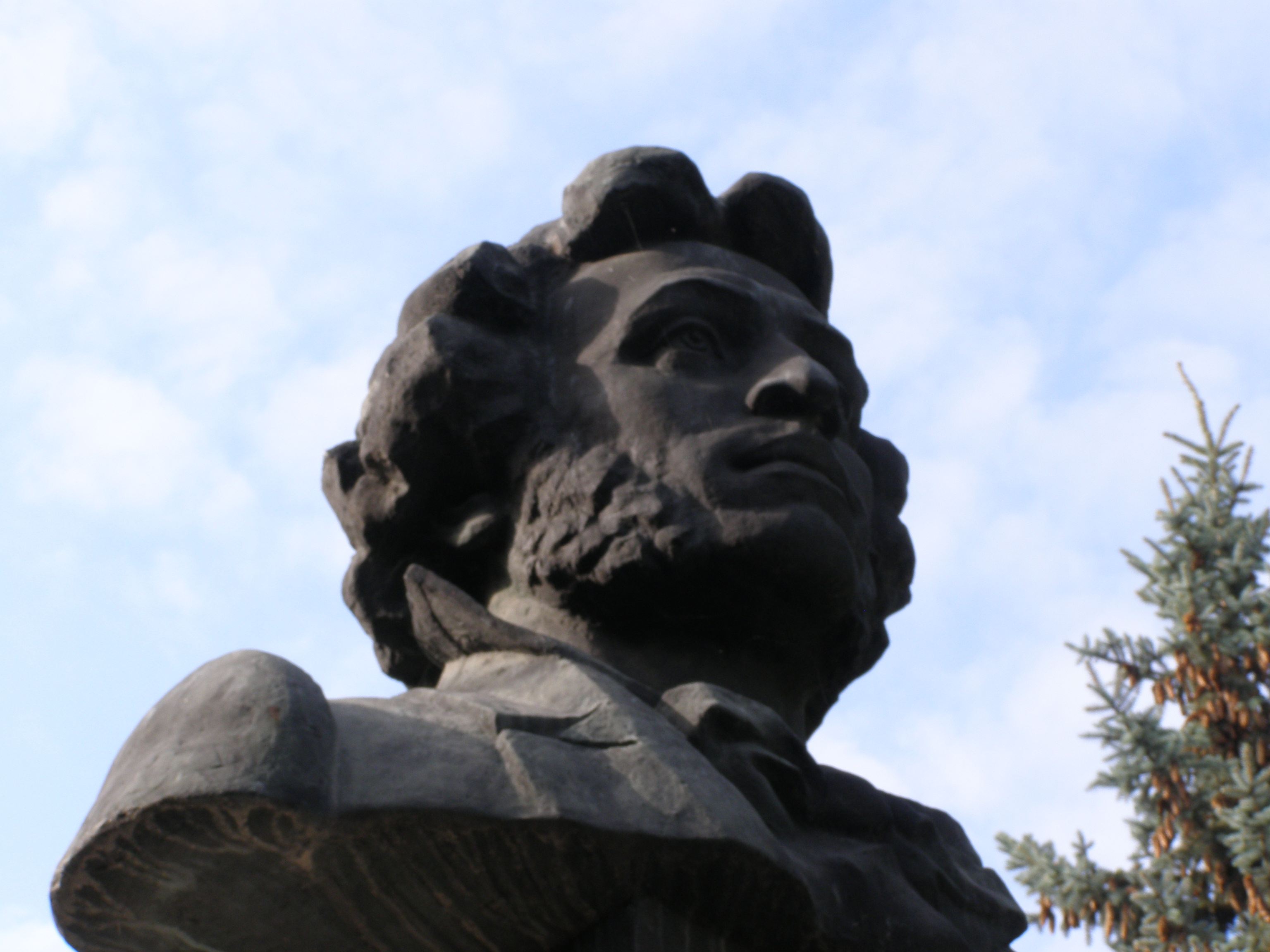
Памятник А. С. Пушкину
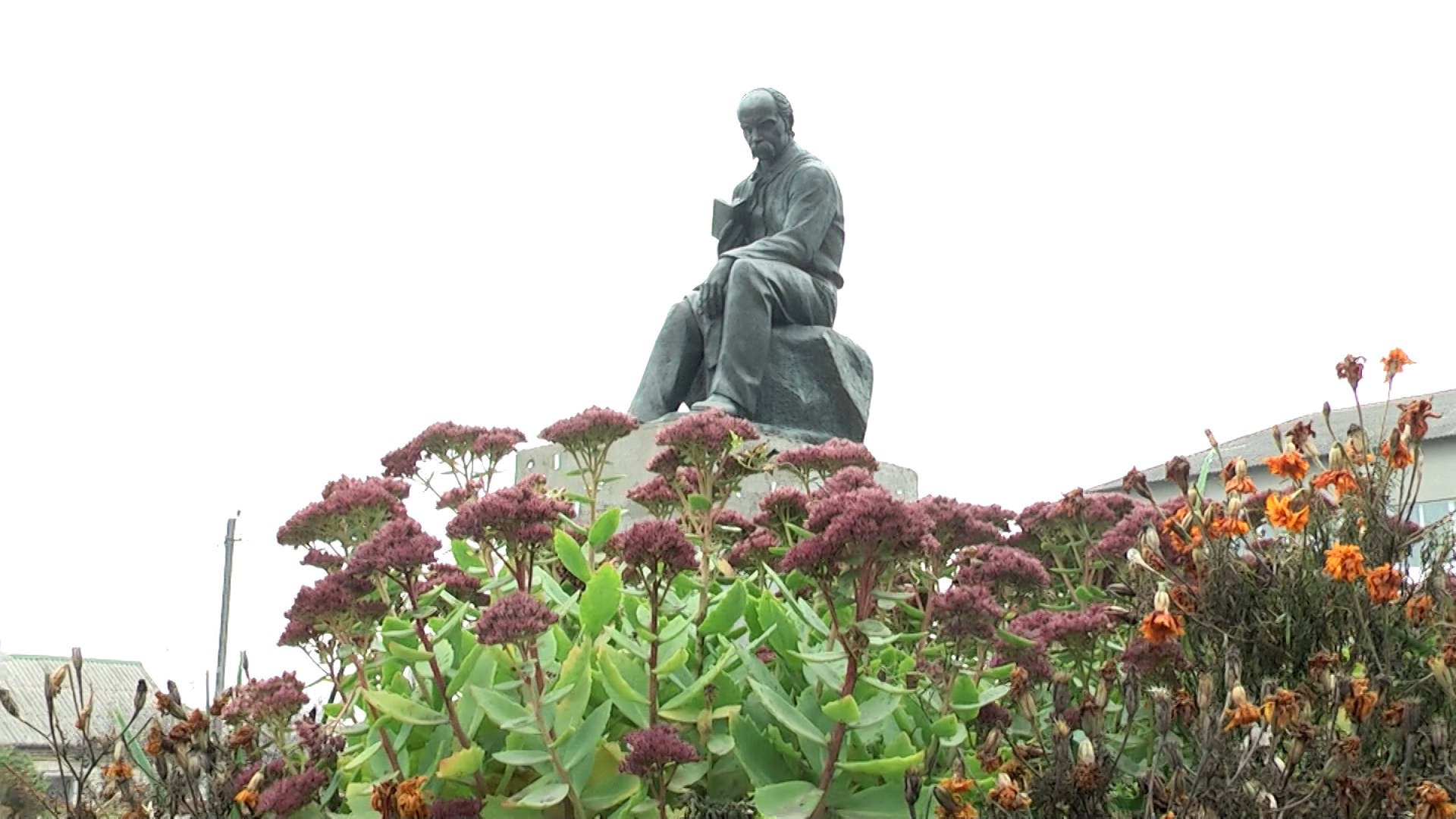
Памятник Т. Г. Шевченко
Памятник А. В. Суворову

### Памятники архитектуры

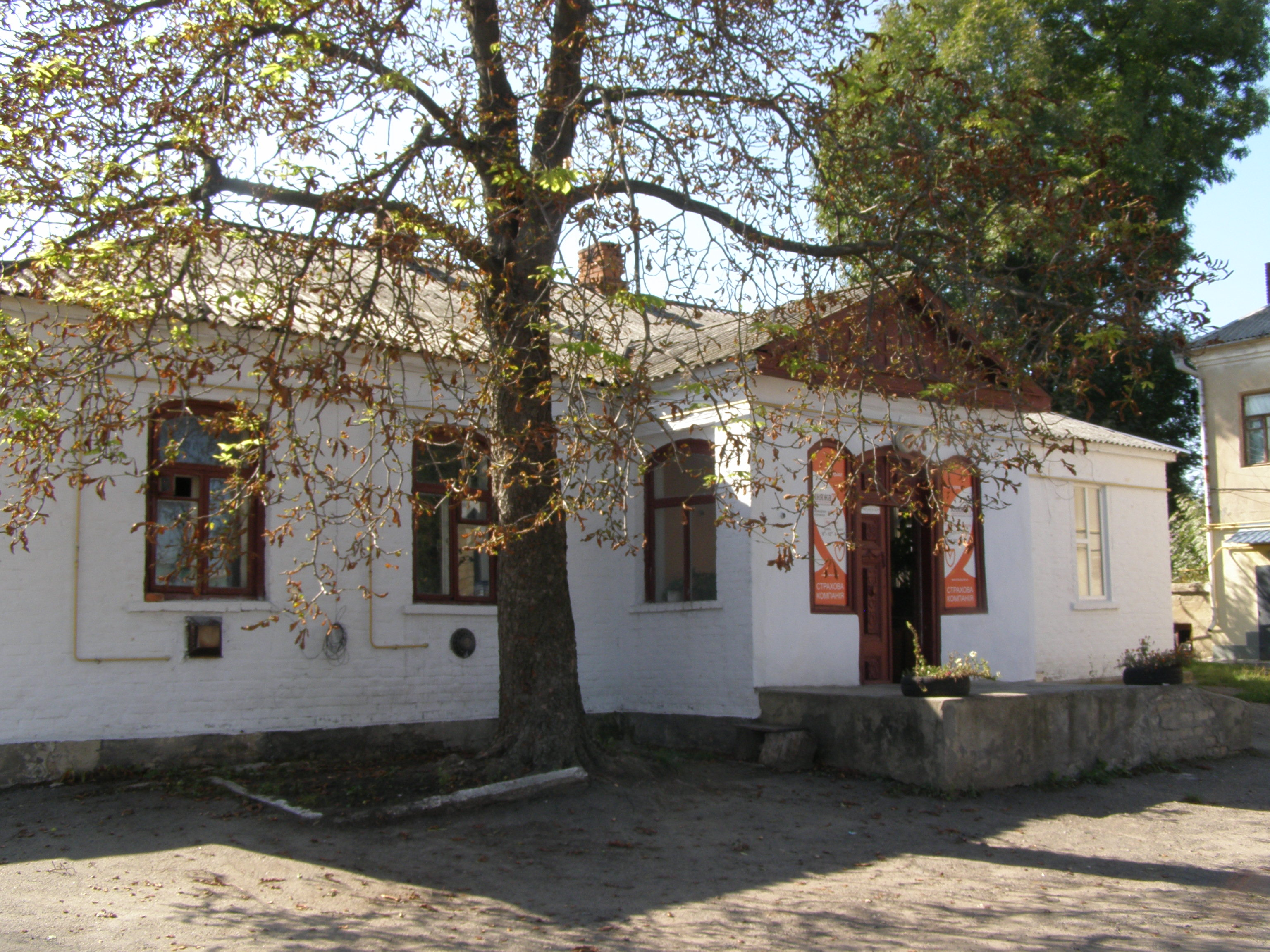
Особняк XIX ст.

- Дворец Потоцкого (XVIII—XIX веков). Описан в томе X работы История резиденций на давних Речи Посполитой.
- Дом декабристов (XVIII век, теперь краеведческий музей).
- Успенская церковь с колокольней (1789).
- Римско-католический костёл (XIX век).
- Христо-Рождественский кафедральный собор (XVIII век, бывший доминиканский костёл и монастырь).
- Жилые здания (XVIII—XIX веков).
- Старое еврейское кладбище.

### Персоналии
В Тульчине работали знаменитые украинские поэты и писатели М. Вовчок, А. Свидницкий, И. Стороженко, Н. Маркевич. Тульчин — родина ученых В. Михельсона, Л. Дейча, Н. Маркевича. Здесь творили художники И. Сошенко и К. Рейхель. Это — город «украинского Баха», украинского композитора-классика Н. Леонтовича с его «Щедриком» — рождественским гимном всех христиан мира, Леонтович жил в Тульчине на протяжении 1908—1921 гг. Трагично погиб от пули чекиста в доме своего отца в январе 1921 года. В честь композитора улицу Гимназиальную было переименовано в улицу Леонтовича.

## Галерея

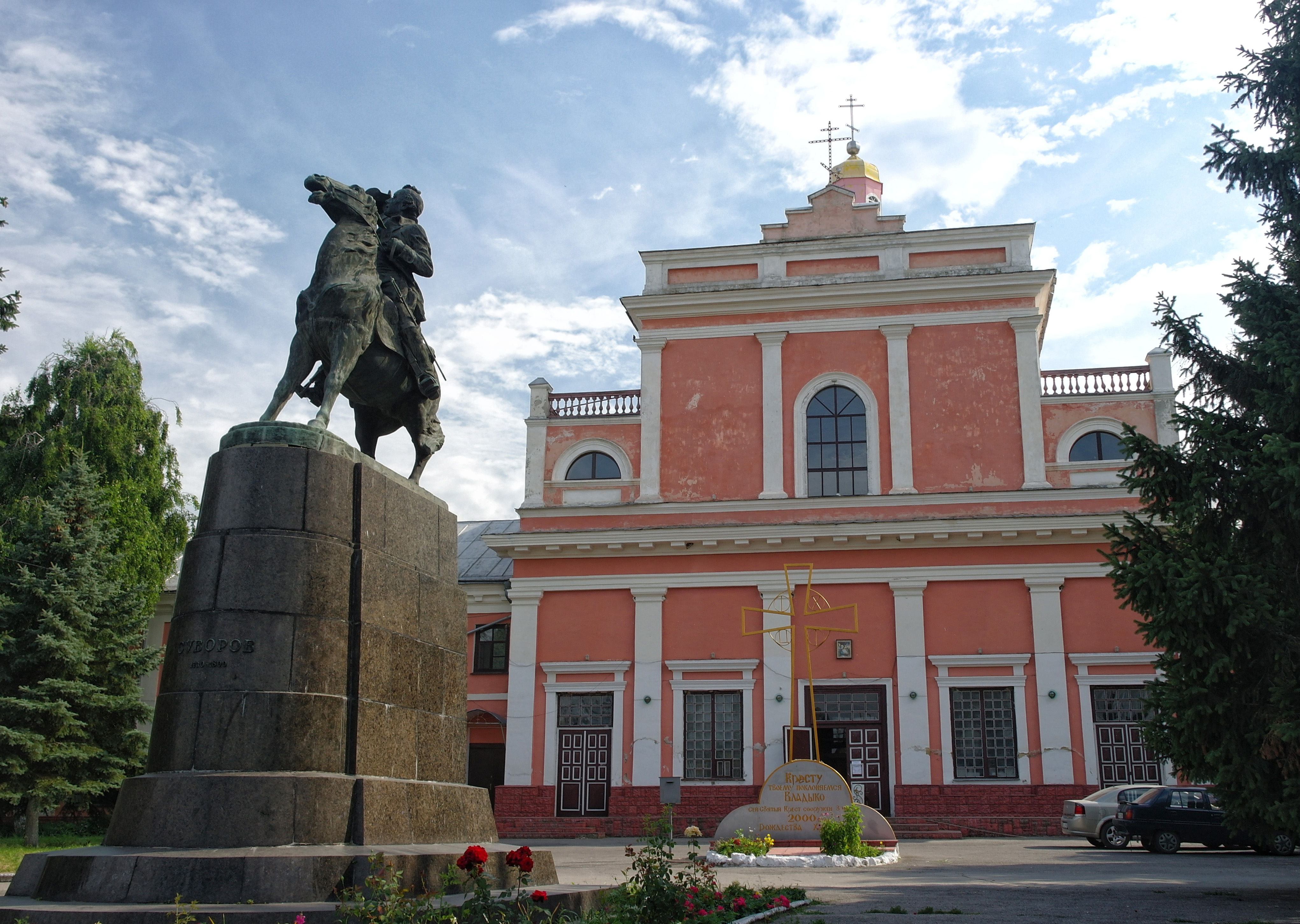
Христо-Рождественский Кафедральный собор, пл. Суворова.
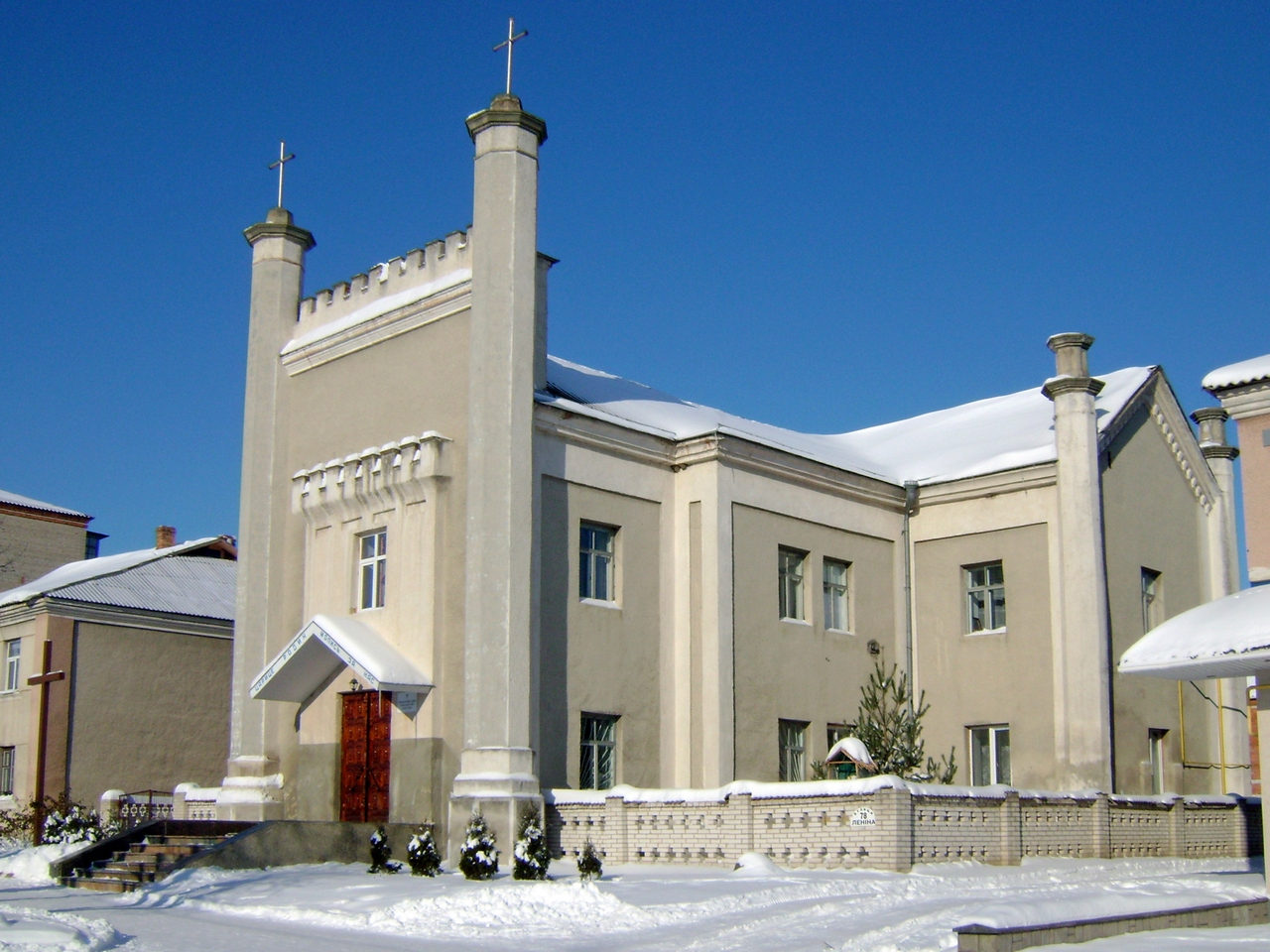
Костёл (XIX век)
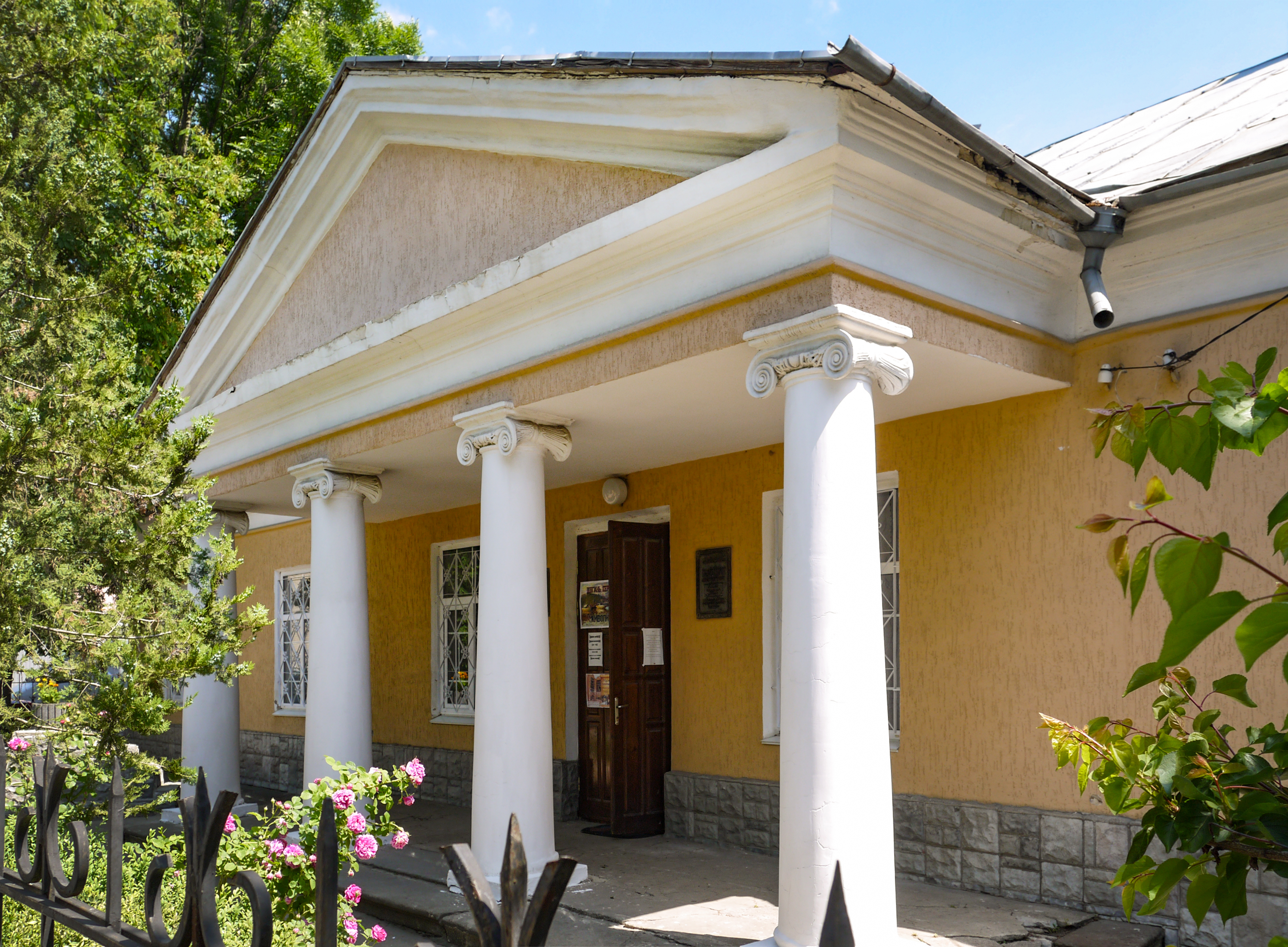
Краеведческий музей, бывший Дом декабристов (XVIII век)
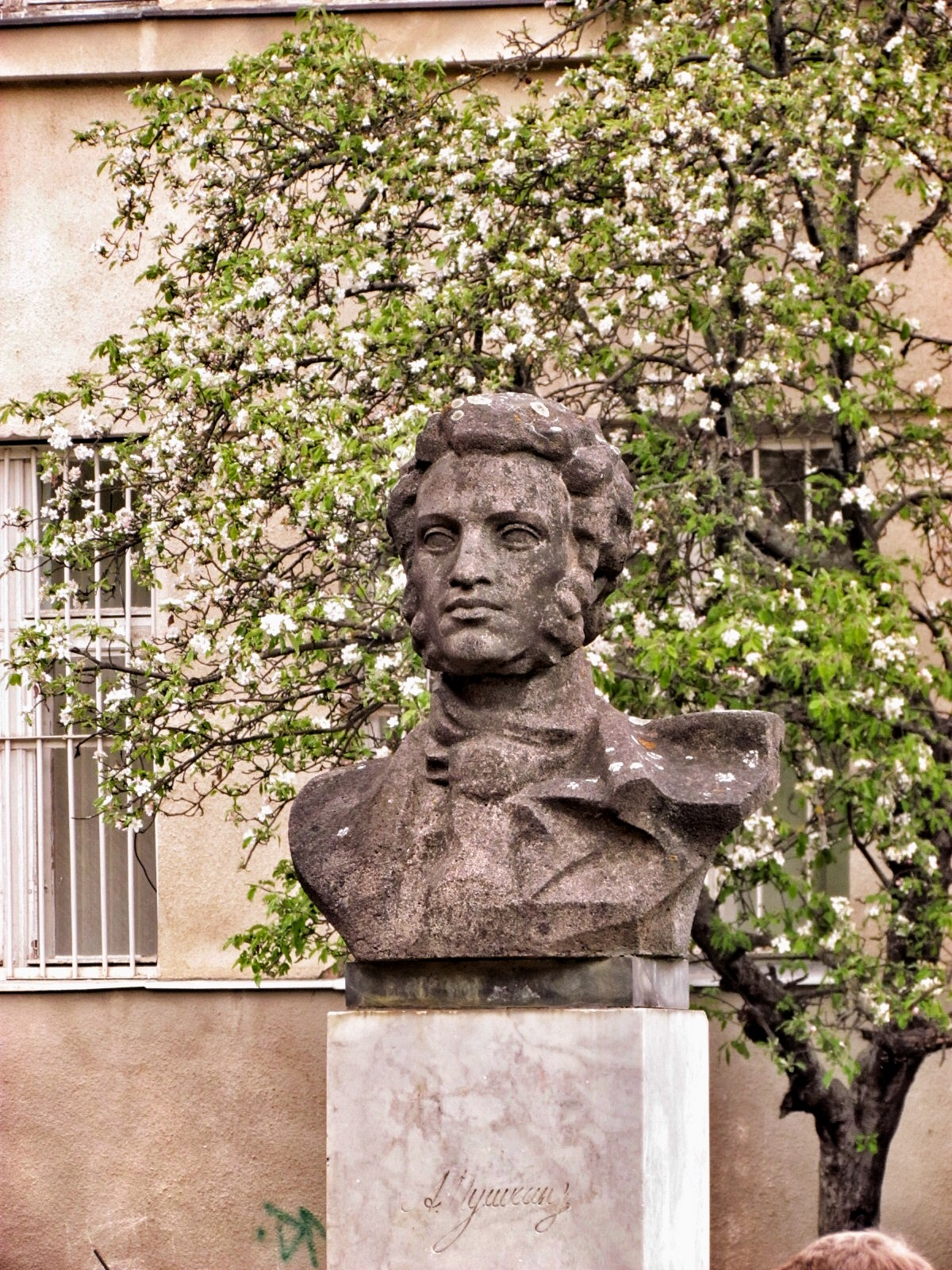
Дом творчества для детей и юношества и памятник А. С. Пушкину
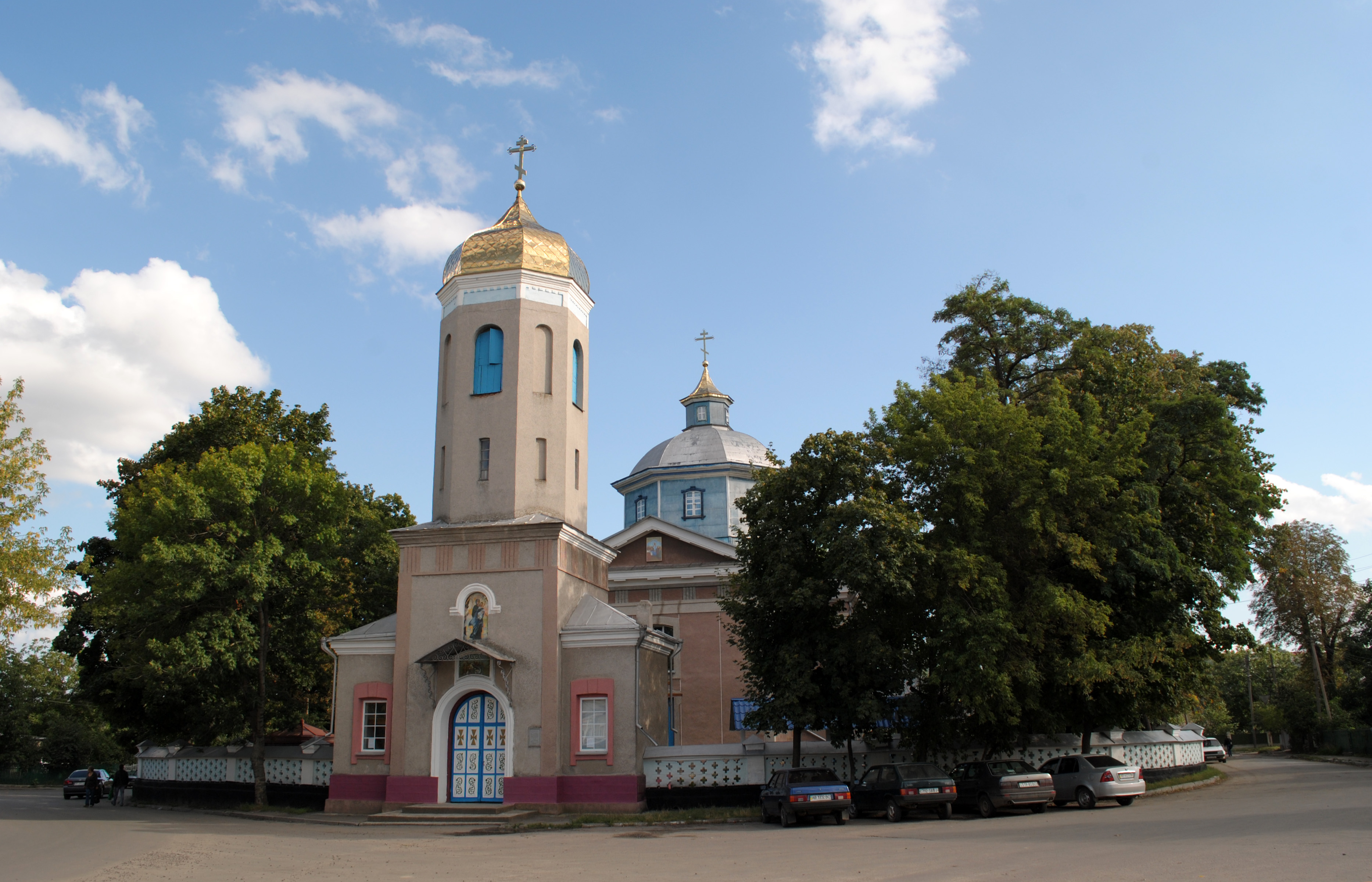
Успенская церковь
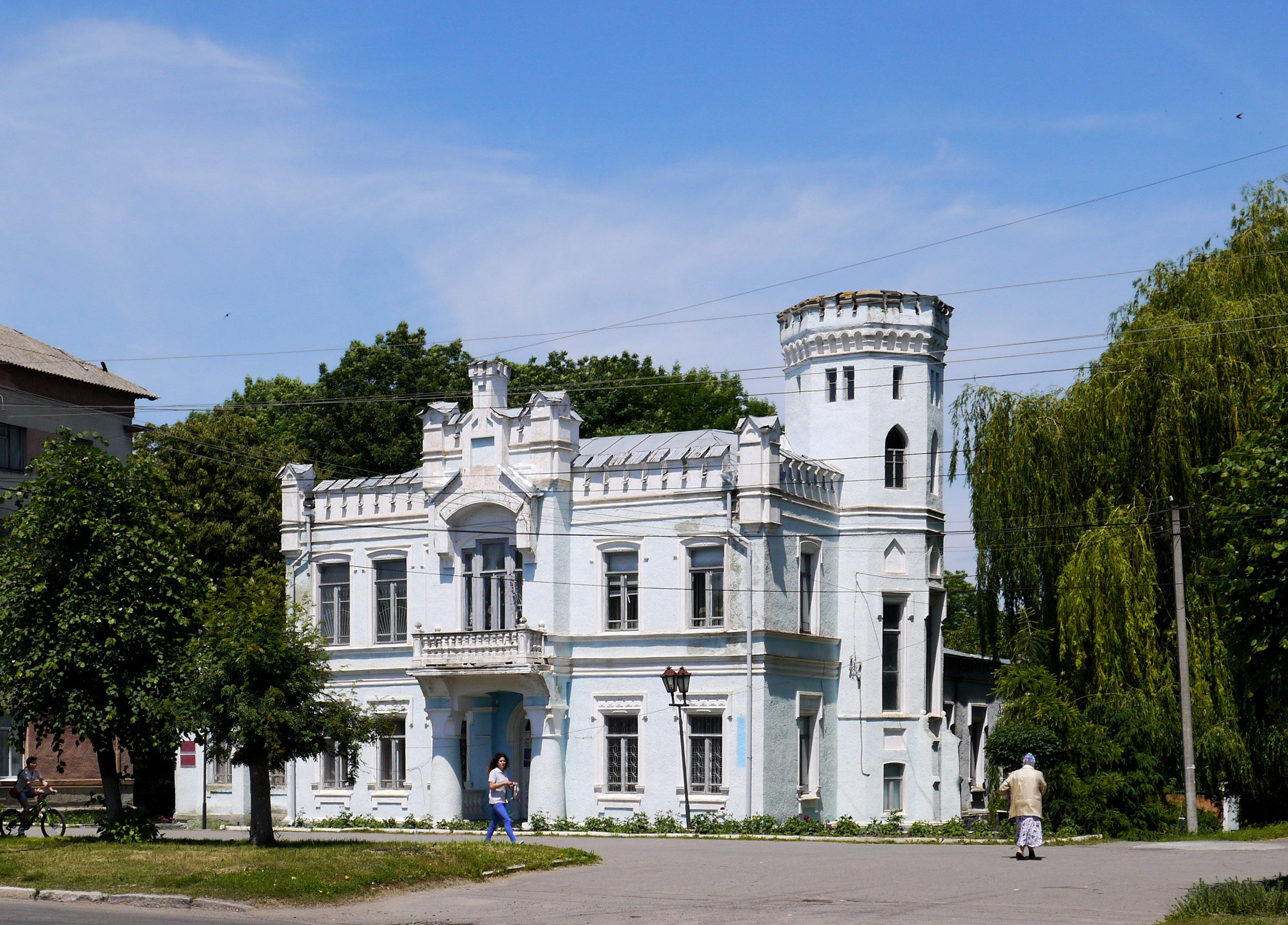
Особняк Гликниха
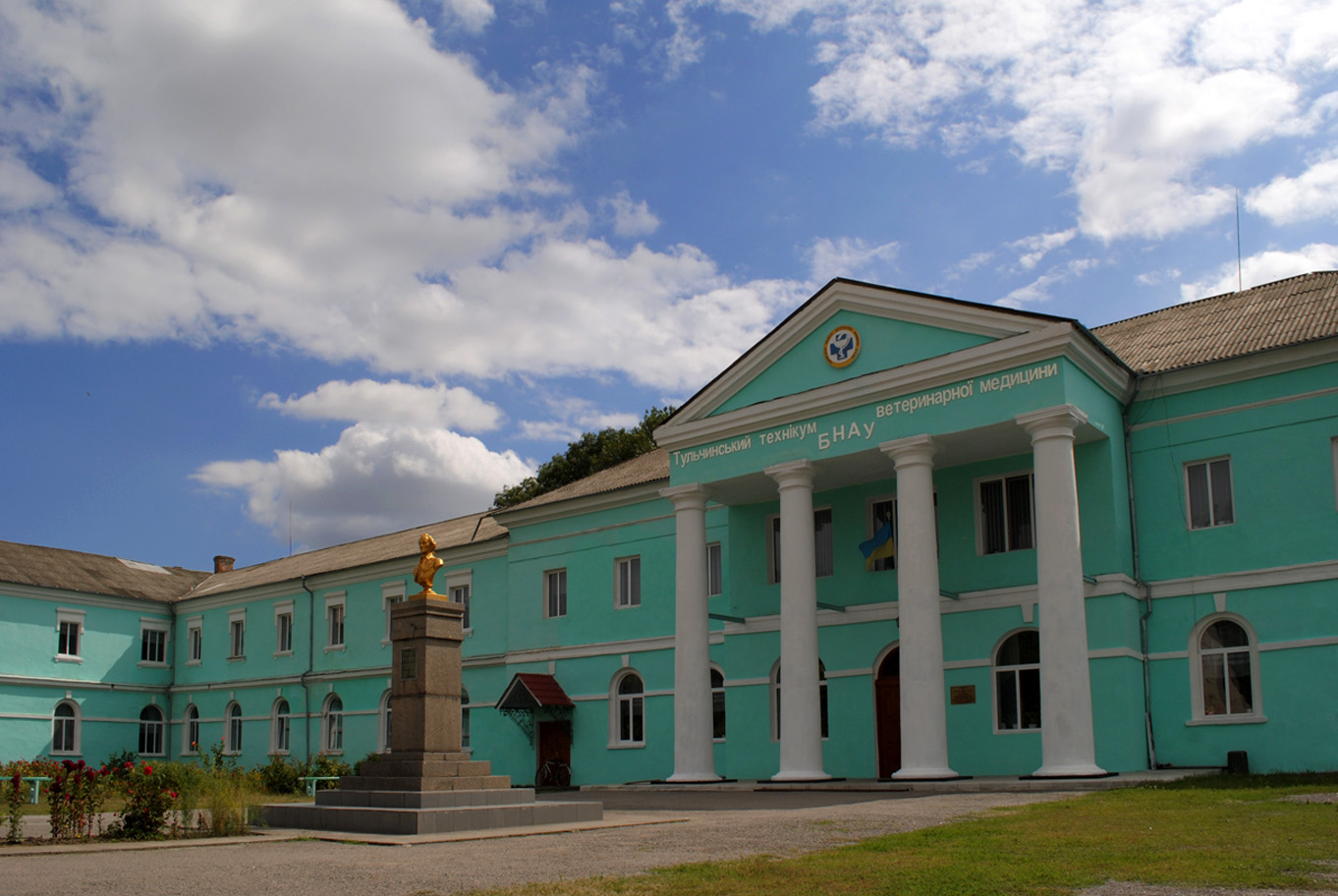
Малый дворец Потоцкого (XVIII век), ныне один из корпусов веттехникума
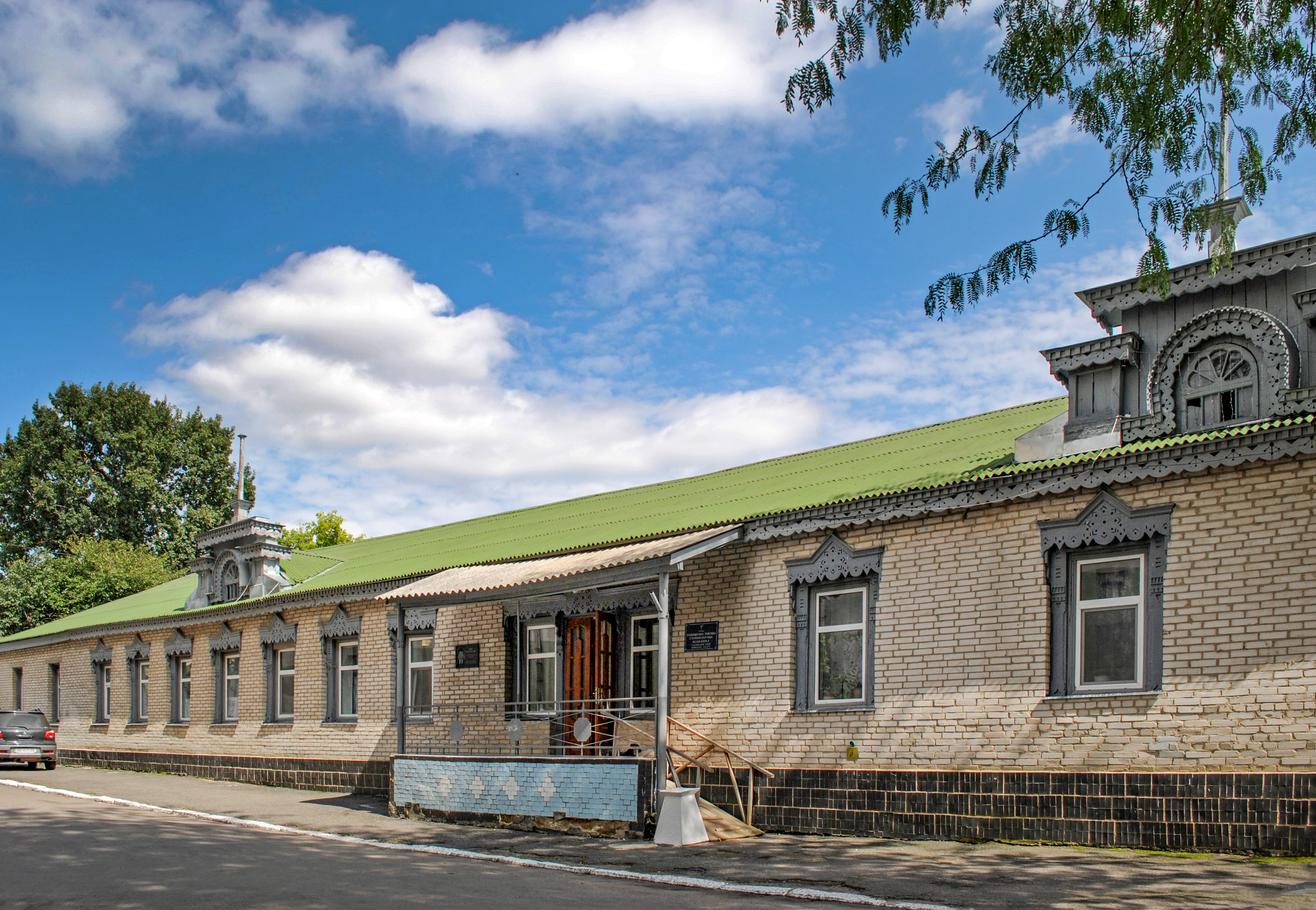
Особняк (XVIII век)
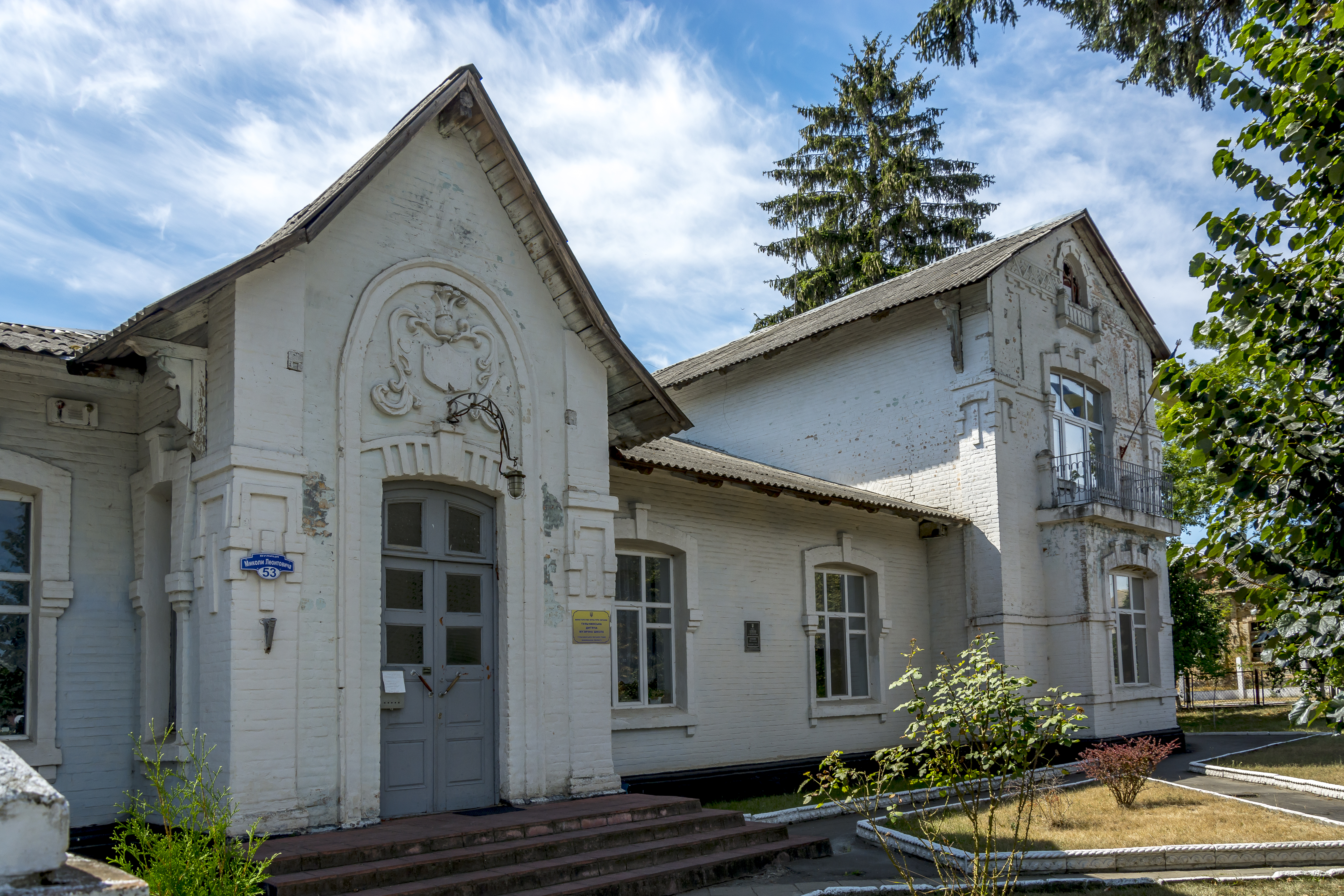
Музыкальная школа (Особняк Сварычевского)